# Persone di nome Alexandru
| Questa pagina contiene informazioni ricavate automaticamente dalle voci biografiche con l'ausilio del template Bio e di un bot. L'aggiornamento è periodico e automatico e ricostruisce completamente la pagina. Se manca una persona in questa lista, sei pregato di non aggiungerla, ma accertati piuttosto che la sua voce biografica contenga il template Bio e che i dati anagrafici siano correttamente compilati. Se il template Bio manca, inseriscilo tu stesso o, in alternativa, metti l'avviso {{tmp\|Bio}} che ne segnala la mancanza. Se i dati riportati sono sbagliati, correggi direttamente la voce biografica; le modifiche saranno visibili in questa lista entro pochi giorni. Per chiarimenti vedi il progetto antroponimi. La lista contiene solo le 135 persone che sono citate nell'enciclopedia e per le quali è stato implementato correttamente il template Bio. Pagina aggiornata al 6 mag 2025. |

Questa è una lista di persone presenti nell'enciclopedia che hanno il nome Alexandru, suddivise per attività principale.

## Allenatori di calcio(6)
- Alexandru Curtianu, allenatore di calcio e ex calciatore moldavo (Chișinău, n. 1974)
- Alexandru Moldovan, allenatore di calcio, ex calciatore e avvocato rumeno (Ocna Mureș, n. 1950)
- Elek Schwartz, allenatore di calcio e calciatore rumeno (Timișoara, n. 1908 - Haguenau, † 2000)
- Alexandru Spiridon, allenatore di calcio e calciatore moldavo (Edineț, n. 1960)
- Alexandru Sătmăreanu, allenatore di calcio e ex calciatore rumeno (Oradea, n. 1952)
- Alexandru Săvulescu, allenatore di calcio rumeno (n. 1898 - † 1961)

## Arbitri di calcio(1)
- Alexandru Tudor, arbitro di calcio rumeno (Bucarest, n. 1971)

## Archeologi(1)
- Alexandru Odobescu, archeologo rumeno (Bucarest, n. 1834 - Bucarest, † 1895)

## Arcivescovi cattolici(2)
- Alexandru Cisar, arcivescovo cattolico rumeno (Bucarest, n. 1880 - Bucarest, † 1954)
- Alexandru Todea, arcivescovo cattolico e cardinale rumeno (Teleac, n. 1912 - Târgu Mureș, † 2002)

## Avvocati(1)
- Alexandru Cantacuzino, avvocato e politico rumeno (Ciocănești, n. 1901 - Râmnicu Sărat, † 1939)

## Bobbisti(2)
- Alexandru Frim, bobbista rumeno (Râmnicu Sărat, n. 1908 - † 1985)
- Alexandru Papană, bobbista rumeno (Bucarest, n. 1906 - † 1946)

## Cantanti(1)
- Alex Florea, cantante rumeno (Costanza, n. 1991)

## Cantautori(1)
- Alex Velea, cantautore, rapper e attore romeno (Craiova, n. 1984)

## Cestisti(4)
- Alexandru Fodor, cestista rumeno (n. 1931 - † 1984)
- Alexandru Olah, cestista rumeno (Timișoara, n. 1993)
- Alexandru Popescu, cestista e allenatore di pallacanestro rumeno (Bucarest, n. 1917 - Montréal, † 2007)
- Alexandru Vinereanu, ex cestista rumeno (Vaideeni, n. 1959)

## Compositori(1)
- Alexandru Flechtenmacher, compositore, violinista e direttore d'orchestra rumeno (Iași, n. 1823 - Bucarest, † 1898)

## Fisici(1)
- Alexandru Proca, fisico rumeno (Bucarest, n. 1897 - Parigi, † 1955)

## Generali(1)
- Alexandru Ioanițiu, generale rumeno (Botoșani, n. 1890 - Baden, † 1941)

## Giavellottisti(1)
- Alexandru Novac, giavellottista romeno (Adjud, n. 1997)

## Giuristi(1)
- Alexandru Papiu-Ilarian, giurista, storico e politico romeno (Bezded, n. 1827 - Sibiu, † 1877)

## Inventori(1)
- Alexandru Ciurcu, inventore e giornalista rumeno (Șercaia, n. 1854 - Bucarest, † 1922)

## Linguisti(1)
- Alexandru Philippide, linguista rumeno (Bârlad, n. 1859 - Iași, † 1933)

## Medici(1)
- Alexandru Rafila, medico, microbiologo e politico rumeno (Bucarest, n. 1961)

## Militari(1)
- Alexandru Popişteanu, militare e aviatore rumeno (Bucarest, n. 1904 - Marienthal, † 1941)

## Nobili(4)
- Alexandru Ioan Cuza, nobile rumeno (Bârlad, n. 1820 - Heidelberg, † 1873)
- Alexandru II Ghica, nobile rumeno (n. 1796 - † 1862)
- Alexandru Mavrocordat Firaris, nobile moldavo (n. 1754 - Mosca, † 1819)
- Alexandru Movilă, nobile moldavo († 1616)

## Nuotatori(1)
- Alexandru Ioanovici, ex nuotatore rumeno (Ploiești, n. 1974)

## Pallamanisti(2)
- Alexandru Dincă, pallamanista rumeno (Bucarest, n. 1945 - † 2012)
- Alexandru Fölker, ex pallamanista rumeno (Orșova, n. 1956)

## Pallanuotisti(3)
- Alexandru Bădiță, ex pallanuotista rumeno (Bucarest, n. 1937)
- Alexandru Marinescu, ex pallanuotista rumeno (n. 1932)
- Alexandru Szabo, ex pallanuotista rumeno (Brașov, n. 1937)

## Poeti(2)
- Alexandru Bogdan-Pitești, poeta, saggista e critico letterario rumeno (Pitești, n. 1870 - Bucarest, † 1922)
- Alexandru Macedonski, poeta, romanziere e drammaturgo rumeno (Bucarest, n. 1854 - Bucarest, † 1920)

## Politici(11)
- Alexandru Athanasiu, politico rumeno (Bucarest, n. 1955)
- Alexandru Averescu, politico e generale rumeno (Ozerne, n. 1859 - Bucarest, † 1938)
- Alexandru Bârlădeanu, politico e economista rumeno (Comrat, n. 1911 - Bucarest, † 1997)
- Răzvan Cuc, politico rumeno (n. 1983)
- Alexandru C. Cuza, politico rumeno (Iași, n. 1857 - Bucarest, † 1947)
- Alexandru G. Golescu, politico rumeno (Bucarest, n. 1819 - Rusănești, † 1881)
- Alexandru Iliescu, politico rumeno (Oltenița, n. 1901 - † 1945)
- Alexandru Marghiloman, politico rumeno (Buzău, n. 1854 - Buzău, † 1925)
- Alexandru Nazare, politico rumeno (Onești, n. 1980)
- Constantin Pârvulescu, politico rumeno (distretto di Vâlcea, n. 1895 - † 1992)
- Alexandru Vaida-Voevod, politico rumeno (Bobâlna, n. 1872 - Sibiu, † 1950)

## Principi(6)
- Alexandru I Aldea, principe (n. 1397 - † 1436)
- Alexandru II Mircea, principe (Transilvania, n. 1529 - Bucarest, † 1577)
- Alexandru V Coconul, principe
- Alexandru III cel Rău, principe († 1597)
- Alexandru Lăpușneanu, principe
- Alexandru Suțu, principe greco (Costantinopoli, n. 1758 - Bucarest, † 1821)

## Pugili(1)
- Alec Năstac, ex pugile rumeno (n. 1949)

## Rugbisti a 15(2)
- Alexandru Penciu, rugbista a 15, allenatore di rugby a 15 e dirigente sportivo rumeno (Bucarest, n. 1932 - Feltre, † 2023)
- Alexandru Țăruș, rugbista a 15 rumeno (Săcele, n. 1989)

## Schermidori(3)
- Alexandru Chiculiță, ex schermidore rumeno (Bucarest, n. 1961)
- Alexandru Nilca, ex schermidore rumeno (Târgu Mureș, n. 1945)
- Alexandru Sirițeanu, schermidore rumeno (Iași, n. 1984)

## Scrittori(5)
- Alexandru Cazaban, scrittore rumeno (Iași, n. 1872 - † 1966)
- Alexandru Davila, scrittore, diplomatico e giornalista rumeno (Golești, n. 1862 - Bucarest, † 1929)
- Alecu Donici, scrittore rumeno (Donici, n. 1806 - Piatra Neamț, † 1865)
- Alexandru A. Philippide, scrittore rumeno (Iași, n. 1900 - Bucarest, † 1979)
- Alexandru Vlahuță, scrittore romeno (Pleșești, n. 1858 - Bucarest, † 1919)

## Storici(3)
- Alexandru Madgearu, storico rumeno (Romania, n. 1964)
- Alexandru Dimitrie Xenopol, storico rumeno (Iași, n. 1847 - Bucarest, † 1920)
- Alexandru Zub, storico rumeno (Vârfu Câmpului, n. 1934)

## Vescovi cattolici(1)
- Alexandru Rusu, vescovo cattolico rumeno (Șăulia, n. 1884 - Gherla, † 1963)